# Janusz Ślązak
Janusz Lubomir Ślązak, poljski veslač, * 20. marec 1907, Varšava, † 24. februar 1985, Varšava.
Ślązak je  za Poljsko nastopil na Poletnih olimpijskih igrah 1928 v Amsterdamu, Poletnih olimpijskih igrah 1932 v Los Angelesu in na Poletnih olimpijskih igrah 1936 v Berlinu.
V Amsterdamu je bil član poljskega osmerec, ki je osvojil končno četrto mesto po tem, ko je bil izločen v četrtfinalu. V Los Angelesu je veslal v dvojcu s krmarjem in v četvercu s krmarjem. V dvojcu je osvojil srebrno, v četvercu pa bronasto medaljo. 
V Berlinu je bil dvojec s krmarjem, v katerem je veslal Ślązak izločen v repasažu.
Med drugo svetovno vojno se je v poljski armadi boril med nemško invazijo na Poljsko. 